# Laibach
Laibach – słoweński zespół muzyczny, założony w 1980 roku w górniczo-przemysłowej miejscowości Trbovlje w byłej Jugosławii.
Skrzydło muzyczne interdyscyplinarnego kolektywu artystycznego Neue Slowenische Kunst (NSK), w którego skład wchodzą: grupa sztuki wizualnej IRWIN, grupa teatralna Noordung (dawniej Gledališče Sester Scipion Nasice), studio grafiki i designu Novi Kolektivizem i Departament Czystej i Stosowanej Filozofii. Laibach uczestniczył również w projektach artystycznych Germania, Strom und Klang, Kraftbach, Peter Paracelsus i 300.000 Verschiedene Krawalle. Zespół stworzył muzykę do wielu przedstawień teatralnych takich jak: Makbet, Krst pod Triglavom, No Fire Escape in Hell czy Molitevi stroj. Część utworów bazuje na przeróbkach piosenek najbardziej znanych zespołów światowych, takich jak The Beatles, Queen, Europe czy The Rolling Stones.
Nazwa zespołu „Laibach” pochodzi od niemieckiej nazwy Lublany, kojarzącej się z okresem okupacji przez nazistowskie Niemcy i tysiącletnim panowaniem Habsburgów. Prowokacyjna nazwa oraz stosowanie odniesień ideologicznych, politycznych i religijnych w twórczości zespołu stały się pretekstem do wprowadzenia zakazu występów Laibacha na terenie Jugosławii.
Laibach i inne grupy kolektywu NSK posługiwały się podobną estetyką, pozycjonując się jako retrogarda (straż wsteczna) w opozycji do awangardy politycznej, za którą uważała się ówczesna partia komunistyczna oraz stosując strategię artystyczną nad-identyfikacji czy też nad-utożsamienia się z systemem. Slavoj Žižek określił to jako „rozbijanie systemu (panującej ideologii) nie poprzez jego ironiczną imitację, ale poprzez przesadne utożsamianie się z nim [nad-utożsamienie się] i wywlekanie na światło dzienne bezwstydnego super ego systemu, przesadna identyfikacja blokuje jego skuteczność”.

## Historia

### Laibach z Tomažem Hostnikiem (1980–1982)

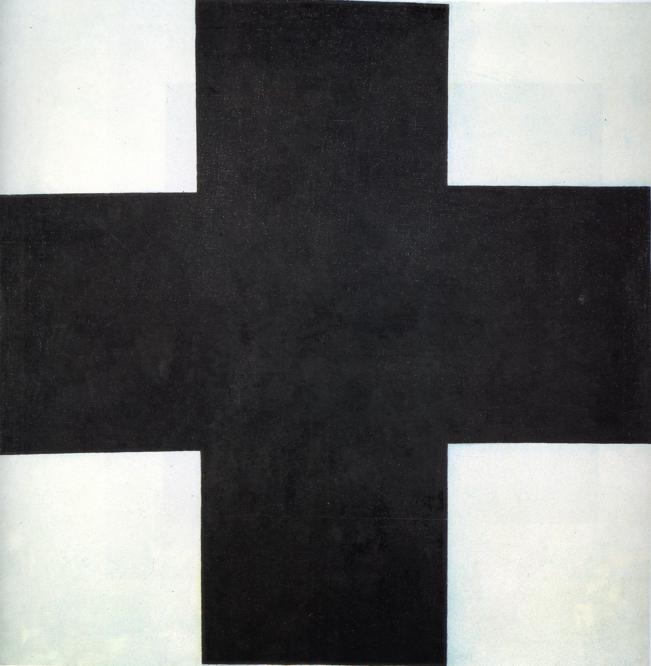
Czarny krzyż Kazimierza Malewicza

Grupa Laibach została założona w 1980 roku w górniczo-przemysłowej miejscowości Trbovlje w byłej Jugosławii. Zespół współpracował z grupą sztuki wizualnej IRWIN i grupą teatralną Rdeči Pilot.
Nazwa zespołu – „Laibach” – pochodzi od niemieckiej nazwy Lublany, która wzmiankowana była po raz pierwszy w 1144 roku, następnie używana była w okresie tysiącletniego panowania Habsburgów oraz podczas okupacji Jugosławii przez nazistowskie Niemcy. Nazwa ta, niosąca z sobą wiele konotacji i skojarzeń, wywołała z początku wiele kontrowersji. Sam zespół, w wywiadzie udzielonym w 1984 roku, stwierdził, że wraz z powstaniem młodzieżowej grupy kulturowej nazwa pojawiła się w historii po raz czwarty, zwiastując możliwości powstania upolitycznionej i systematycznie ideologicznej sztuki jako konsekwencji upolitycznienia i zideologizowania. Laibach uważa rozpoczęcie swojej działalności za „powrót uciśnionych” a nazwa „Laibach” była hasłem. Laibach utrzymuje, że jeśli historia jest tłamszona, to „wykipi” a pojawienie się nazwy „Laibach” po raz czwarty symbolizowało erupcję tłamszonej historii.
Od początku działalności zespół spotykał się z niechęcią ze strony ówczesnych komunistycznych władz państwa. W 1980 roku Laibach przygotowywał w Trbovlje projekt multimedialny „Rdeči Revirji” (pol. Czerwone Dzielnice) – w odzewie na strajk miejscowych górników – który został objęty zakazem władz jeszcze przed otwarciem. Na plakatach reklamujących projekt umieszczono bowiem czarny krzyż przypominający Czarny krzyż Kazimierza Malewicza i krzyże malowane na niemieckich pojazdach z okresu II wojny światowej. Pod krzyżem znajdowało się jedno słowo – „Laibach”. Władze uznały plakat za wysoce niewłaściwy i nieodpowiedzialny.
Pierwsze koncerty zespołu miały miejsce w 1982 roku w Lublanie, Belgradzie i Zagrzebiu w ramach trasy tournée po trzech stolicach. Styczniowemu koncertowi w Lublanie towarzyszyła wystawa „Žrtve letalske nesreče” (pol. Ofiary wypadku samolotowego). Styl muzyczny grupy określany był wówczas jako industrial – zespół używał na scenie gramofonów i samodzielnie skonstruowanych instrumentów. Podczas festiwalu Novi Rock w Lublanie, występujący w mundurze wojskowym wokalista Tomaž Hostnik został zraniony butelką w twarz, jednak koncertu nie przerwał. W owym czasie każdy koncert Laibacha miał własny tytuł – ten festiwalowy nazywał się „Dotik Zla” (pol. Dotyk Zła). 21 grudnia 1982 roku Hostnik popełnił samobójstwo. Nowym wokalistą zespołu został Milan Fras.

### Lata 1983–1988

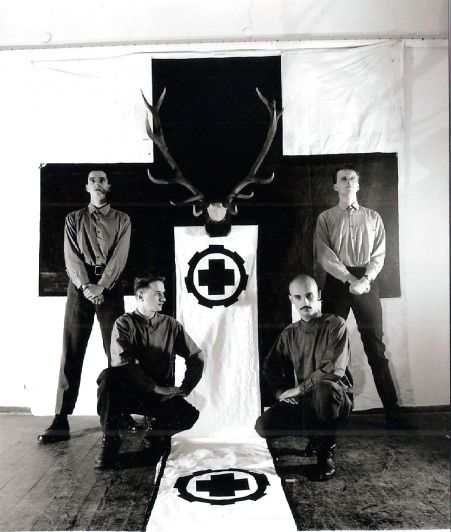
Laibach w 1983

23 kwietnia 1983 roku, podczas wspólnego koncertu w Zagrzebiu z grupami 23 Skidoo i Last Few Days doszło do incydentu z wojskiem jugosłowiańskim i policją chorwacką. Koncert zatytułowany był „Mi kujemo bodočnost” (pol. Wykuwamy przyszłość). Podczas pokazu multimedialnego wyświetlano jednocześnie dwa filmy – jeden „Revolucija še traja” (pol. Rewolucja trwa) i drugi – film pornograficzny, których obrazy nakładały się na siebie, tak że w pewnym momencie na ekranie pojawił się obraz zmarłego prezydenta Jugosławii Tito obok prącia. Wojsko i policja przerwały koncert. Zespół musiał opuścić Chorwację.
Wkrótce po tym, Laibach podpisał kontrakt płytowy z państwową wytwórnią ZKP RTV na nagranie pierwszego albumu LP „Nebo žari” (pol. Niebo się żarzy). Wytwórnia wycofała się jednak z umowy, ponieważ postawa Laibacha i NSK nie była pewna ideologicznie. 23 kwietnia 1983 roku Laibach zadebiutował w telewizji w programie informacyjno-publicystycznym TV Tednik, co wywołało negatywne reakcje władz – członkom grupy zabroniono występów na koncertach i używania niemieckiej nazwy Laibach.
Zespół udał się wtedy w międzynarodową trasę koncertową „The Occupied Europe Tour '83” z szesnastoma koncertami w ośmiu krajach Europy wschodniej i ośmiu Europy zachodniej. Występy grupy cieszyły się dużym zainteresowaniem. Laibach posługiwał się estetyką realnego socjalizmu, nazizmu i faszyzmu, wykonując piosenki w języku niemieckim oraz przeróbki utworów w języku angielskim.
W 1984 roku członkowie grupy przenieśli się do Londynu, gdzie podejmowali się prac fizycznych i pracowali dorywczo – m.in. statystowali jako żołnierze w filmie Stanleya Kubricka Full Metal Jacket. W tym samym roku zespół wystąpił na tajnym koncercie w Lublanie, by upamiętnić zmarłego Tomaža Hostnika. Również w 1984 członkowie Laibachu wraz z grupami IRWIN i Rdeči Pilot powołali do życia interdyscyplinarny kolektyw artystyczny Neue Slowenische Kunst (NSK). Symbolem NSK stał się charakterystyczny krzyż Laibacha z siekierą projektu niemieckiego grafika i antynazisty Johna Heartfielda, rogami jelenia i kołem zębatym.
W kwietniu 1985 roku zespół wydał swój debiutancki album studyjny „Laibach” w wytwórni Ljubljana ŠKUC Ropot, bez nazwy zespołu na okładce i bez fragmentu przemowy Tito, który został wycięty przez cenzorów. W tym samym roku niemiecka wytwórnia Walter Ulbricht Schallfolien (WUS) wydała album „Rekapitulacija 1980–1984”, będący zbiorem wcześniejszych eksperymentalnych nagrań, a niezależna wytwórnia brytyjska Cherry Reddie singiel „Die Liebe ist die grösste Kraft, die alles schafft”. W ramach współpracy z WUS, Laibach wystąpił w czerwcu 1985 roku na festiwalu Neu Konservatiw w Hamburgu a następnie w Monachium, Berlinie, Akwizgranie i Wiesbaden – trasa zatytułowana była „Die erste Bombardierung – Laibach über dem Deutschland” (pol. Pierwsze bombardowanie – Laibach nad Niemcami).
W 1985 roku Laibach wydał przez Cherry Red drugi album studyjny „Nova Akropola” (pol. Nowy Akropol). Po wydaniu albumu, zespół dał swój pierwszy legalny koncert w Słowenii, zatytułowany „Krvava gruda, plodna zemlja” (pol. Krwawa ziemia, płodna ziemia). Członkowie zespołu wystąpili do władz o zgodę na używanie nazwy Laibach i pozwolenie na występy publiczne – prośbę rozpatrzono pozytywnie. Zespół zdobył nagrodę Zlata ptica (pol. Zloty ptak) podczas Jugosłowiańskiego Dnia Młodzieży.
6 lutego 1986 roku grupa teatralna NSK Gledališče Sester Scipion Nasice wystawiła sztukę „Krst pod Triglavom” (pol. Chrzest pod Triglavem), do której muzykę napisał Laibach. Muzyka została wydana przez WUS i Sub Rosa Records w 1987 roku na podwójnym albumie „Klangniederschrift einer Taufe”.
W tym samym roku, w Londynie grupa nagrała kilka utworów dla prezentera radiowego BBC i dyskdżokeja Johna Peela na potrzeby jego audycji radiowej. Nagrania z tej sesji wydano na CD w 2002 roku – John Peel Sessions.
Również w 1986 roku grupa występowała w sztuce tancerza Michaela Clarka „No Fire Escape from Hell” w Londynie i Manchesterze.

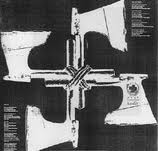
Opus Dei, 1987

W 1987 roku zespół dostał się pod skrzydła wytwórni Mute Records i wydał trzeci album studyjny „Opus Dei” razem ze słoweńskim pianistą Slavko Avsenikiem. Na płycie znalazły się m.in. „Geburt einer Nation” przeróbka „One Vision” zespołu Queen, „Leben heißt Leben” przeróbka „Live Is Life” austriackiej grupy Opus a także „The Great Seal” – hymn państwa NSK z tekstem z przemówienia Winstona Churchilla „We shall fight on the beaches” z 1940 roku. Na okładce wewnętrznej znalazła się praca Johna Heartfielda przedstawiająca swastykę złożoną z czterech, ociekających krwią siekier. Z powodu użycia na okładce płyty nazwy Opus dei zestawionej z symbolami nazistowskimi, katolicka organizacja Opus Dei wytoczyła grupie proces, jednak sprawa została rozstrzygnięta na korzyść zespołu. Po wydaniu płyty, grupa udała się w trasę koncertową po Europie – na konferencji prasowej w Paryżu członkowie grupy wyznali, że wpływ na nich ma Tito, Toto i Tati.
Stylistycznie, utwory na płytach „Nova Akropola” i „Opus Dei” oddalają się od industrialu w stronę militarnego klasycyzmu.
W 1987 roku Laibach stworzył muzykę do inscenizacji Makbeta w reżyserii Wilfrieda Minksa w Deutsches Schauspielhaus w Hamburgu; sami muzycy byli częścią inscenizacji. Benjamin Henrichs tak zrecenzował ten spektakl:

Również Laibach nic nie zmienia. Występ muzyków (o których rzekomo faszystoidalnej aurze i rzekomo terrorystycznej sile wiele szeptano) pozostaje składnikiem, prostym założeniem. Robią wiele hałasu, ale nie sieją strachu i przerażenia. Pozostają obcym elementem w skądinąd nieszkodliwie statecznym i prostolinijnym spektaklu.

W 1988 roku zespół wydał album „Let It Be” zawierający przeróbki i utwory nawiązujące do piosenek The Beatles z płyty Let It Be, poza piosenką tytułową.
W 1989 roku, podczas koncertu w Belgradzie filozof NSK Peter Mlakar wygłosił mowę cynicznie parodiując przemówienia Slobodana Miloševicia z SPA Kosowo.

### Lata 90. XX wieku

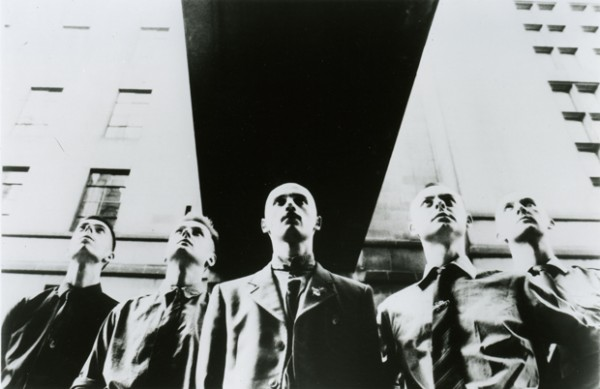
Laibach w 1989

Okres na początku lat 90. XX wieku po upadku bloku wschodniego charakteryzował się tym, że Laibach korzystał z elementów zapożyczonych z innych gatunków a ich utwory nawiązywały na przykład do stylistyki techno (Final Countdown z NATO).
Z przeróbek utworów The Rolling Stones składał się kolejny album „Sympathy for the Devil” wydany w 1990 roku.
21 grudnia 1990 roku zespół obchodził 10-lecie swojej działalności artystycznej i z tej okazji wystąpił po raz pierwszy w rodzinnym mieście Trbovlje. Koncert ten uświetnił powołanie do życia państwa NSK, z własną walutą, flagą i paszportem.
W 1991 roku Słowenia uzyskała niepodległość. W 1992 roku, Laibach wydał kolejny album „Kapital”, prezentując własną wizją materializmu. W 1993 roku wytwórnia Mute wydała album z koncertami grupy z Lublany, Zagrzebia i Belgradu z 1982 roku, prezentując dokument politycznego zaangażowania zespołu z wczesnych lat działalności.
W 1994 roku zespół nagrał album „NATO” zainspirowany wydarzeniami wojny w Bośni i Hercegowinie, zawierający przeróbki utworów o tematyce wojennej w konwencji techno i pop. Na płycie znalazły się m.in. „The Final Countdown” zespołu Europe, „In the Army Now” zespołu Status Quo, „Indian Reservation” Johna D. Loudermilka i „Marš na Drinu” (Na Drinu) – serbski marsz z okresu I wojny światowej autorstwa Stanislava Biničkiego.
W latach 1994–1995 grupa odbyła trasę koncertową „The Occupied Europe NATO Tour 1994–95”, a materiał z trasy został wydany w ramach projektu NATO. Udokumentowano m.in. koncert z Sarajewa w dniu podpisania układu w Dayton.
W 1996 roku zespół opracował własną wersję opery rockowej Andrew Lloyda Webbera Jesus Christ Superstar.
15 maja 1997 roku grupa występowała razem ze słoweńską orkiestrą symfoniczną pod batutą Marko Letonji’ego oraz chórem Tony’ego Tomšicia podczas ceremonii otwarcia Europejskiego Miesiąca Kultury w Lublanie. Podczas koncertu zaprezentowano wczesne utwory Laibacha w wersji orkiestrowej. W tym samym roku został wydany album „M.B. December 21, 1984”, zawierający zapis tajnego koncertu Laibacha w Malic Belic Hall w Lublanie w 1984 roku. 14 listopada 1997 roku podczas kolejnego koncertu w Belgradzie, Peter Mlakar przemówił ponownie – jednak tym razem jego przesłanie odebrano z mieszanymi uczuciami – Maklar zwrócił się do publiczności słowami „zjedzcie tę świnię i przetrawcie ją raz na zawsze”, przy czym odnosił się do urzędującego wówczas prezydenta Serbii Slobodana Miloševicia.

### XXI wiek

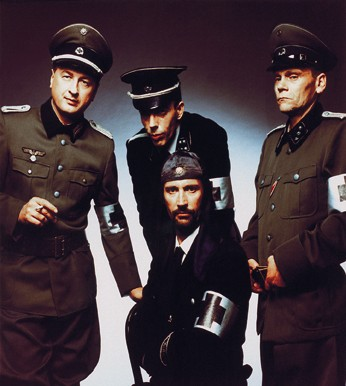
Laibach w 2003

W 2003 roku zespół wydał album „WAT” (We Are Time), na którym znalazł się również utwór „Tanz mit Laibach” zainspirowany twórczością niemieckiej grupy DAF. Współautorem tekstów był Peter Mlakar a muzykę współtworzyli Iztok Turk i DJ-e Umek, Bizzy i Dojaja.
W 2004 roku grupa wydała dwupłytowy album z remiksami najpopularniejszych, najbardziej „hymnowych” utworów zespołu oraz jeden nowy utwór – cover „Mama Leone” Bino. Wydawnictwo zawiera również 40. stronicową biografię zespołu autorstwa Alexeia Monroe.
W 2006 roku Laibach wydał album „Volk” z utworami inspirowanymi hymnami państwowymi oraz hymnem fikcyjnego państwa NSK „Das Lied der Deutschen” – napisanym w 1797 roku i wykonywanym w okresie Republiki Weimarskiej. Tytuł płyty opiera się na grze słów – słowo Volk w języku niemieckim oznacza 'lud', natomiast w języku słoweńskim znaczy 'wilk' (przewrotnym pomysłem było umieszczenie na okładce płyty obrazka przedstawiającego owce).
1 czerwca 2006 roku zespół wykonał własną interpretację „Die Kunst der Fuge” Bacha na koncercie w rodzinnym mieście kompozytora w Lipsku podczas dorocznego festiwalu Bachfest. Interpretacja Laibacha została wydana na płycie „Laibachkunstderfuge” w 2008 roku.
18 kwietnia 2009 roku zespół wystąpił ponownie ze słoweńską orkiestrą symfoniczną pod batutą Izidora Leitingera w Lublanie, interpretując fragmenty utworów Wagnera takich jak Tannhäuser, Zygfryd i Walkiria. Koncert zatytułowany był „Volkswagner”.
W 2012 roku zespół wraz z Benem Watkinsem z Juno Reactor skomponował muzykę do filmu Timo Vuorensoli Iron Sky.

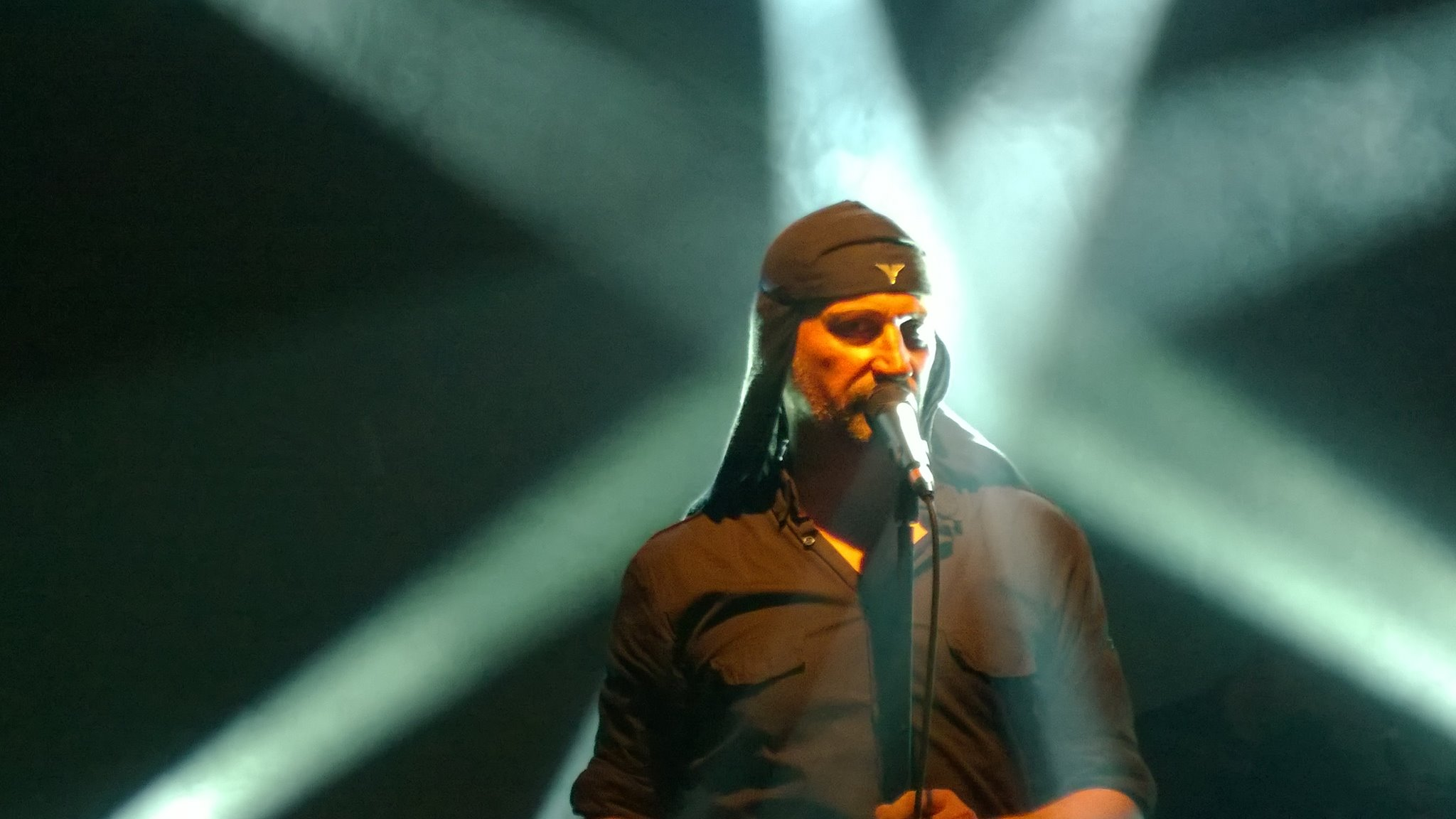
Laibach w 2014

14 kwietnia 2012 roku Laibach wystąpił w Tate Gallery w Londynie z koncertem pod tytułem „Monumental Retro-Avant-Garde”. Jesienią 2012 roku Laibach koncertował w kopalni Velenje – koncert zatytułowany był „Kohle ist Brot” (pol. Węgiel jest chlebem) i był częścią programu artystycznego Mariboru z okazji pełnienia funkcji europejskiej stolicy kultury w roku 2012.
W listopadzie 2012 roku teatr Schauspielhaus w Düsseldorfie wystawił inscenizację sztuki Lwa Tołstoja „Die Macht der Finsternis” (pol. Ciemna potęga) w reżyserii Sebastiana Baumgartena, do której muzykę stworzył Laibach.
W marcu 2014 roku zespół wydał album „Spectre”. W tekstach poruszana jest tematyka kapitalizmu, ucisku i inwigilacji obywateli poprzez polityków i władze. Zespół czerpał inspiracje z działalności ruchu Occupy Wall Street i demaskatorów takich jak Edward Snowden, Bradley Manning i Julian Assange. Zespół powołał do życia symboliczną partię Spectre-Party, by zainicjować zmiany społeczne. Książeczka partyjna oraz teksty pieśni partyjnych zostały dołączone do limitowanej wersji CD albumu Spectre.
W lipcu 2014 roku Laibach wydał płytę o powstaniu warszawskim, na której znalazły się trzy utwory: „Warszawskie dzieci”, „Zog nit keyn mol” i „Mach dir nichts daraus”. Projekt zrealizowano na zlecenie Narodowego Centrum Kultury i sfinansowano ze środków Ministerstwa Kultury i Dziedzictwa Narodowego z okazji obchodów 70. rocznicy powstania warszawskiego.
W sierpniu 2015 roku Laibach, jako pierwsza profesjonalna zagraniczna grupa muzyczna, dał koncert w stolicy Korei Północnej Pjongjangu w ramach obchodów 70. rocznicy wyzwolenia Półwyspu Koreańskiego spod okupacji Japonii. Występ utrzymany był w konwencji północnokoreańskiej propagandy – na ekranie wyświetlano plakaty propagandowe a zespół zagrał m.in. utwory z musicalu „Dźwięki muzyki” z 1965 roku – jednego z nielicznych filmów „zachodnich” dopuszczonych do dystrybucji w Korei Północnej oraz przeróbkę tradycyjnej pieśni koreańskiej „Arirang”.
W 2024 wyróżniony przez Natašę Pirc Musar słoweńskim Medalem za Zasługi.

## Strategia artystyczna

### Retro-awangarda

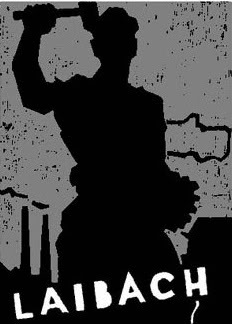
Laibach, The Thrower, plakat z 1980

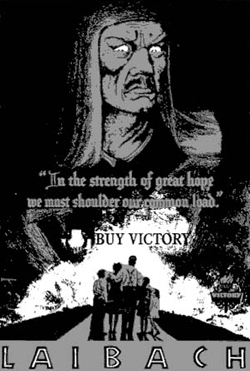
Laibach, Buy Victory, plakat z 1984

Artystyczna koncepcja Laibacha określana jest mianem (monumentalnej) retro-awangardy – retrogardy (straży wstecznej):

Retro-awangarda jest podstawowym podejściem artystycznym NSK. Opiera się ono na założeniu, że urazy z przeszłości, które mają wpływ na teraźniejszość i przyszłość, można wyleczyć tylko poprzez powrót do konfliktów, które je wywołały. Współczesna sztuka do tej pory jeszcze nie przezwyciężyła konfliktu, który powstał poprzez [...] asymilacje historycznych ruchów awangardowych z systemami państw totalitarnych. Popularne postrzeganie awangardy jako fundamentalnego zjawiska XX wieku jest obciążone lękami i uprzedzeniami. Z jednej strony, okres ten jest naiwnie gloryfikowany i mistyfikowany, podczas gdy z drugiej strony, ich nadużycie, ich kompromisy i błędy można zliczyć z biurokratyczną precyzją, aby pamiętać, że takie wspaniałe przenikanie nigdy więcej nie może się powtórzyć. Irwin/NSK (1993)

Prace muzyczne i plastyczne Laibacha są wyrazem tego podejścia poprzez zastosowanie elementów, symboli, znaków i cytatów z najróżniejszych kontekstów artystycznych i polityczno-historycznych, ale przede wszystkim ideologii totalitarnych XX wieku. Laibach często sięga do motywów wykorzystywanych w marszach wojskowych, symboli totalitarnych, estetyki faszystowskiej, stylizując podobnie swój wizerunek, czego celem jest podkreślenie zagrożeń związanych z totalitaryzmem. Okładki ich płyt czy też elementy scenografii koncertowej często zdobią przerobione symbole religijne i totalitarne, związane ze sobą w specyficzny sposób, jak np. Matka Boska z Leninem na rękach, czy sylwetka Chrystusa na tle czarnego krzyża, jakiego używało niemieckie wojsko w trakcie drugiej wojny światowej.
Muzycznie Laibach czerpał ze stylistyki m.in. heavy metal, muzyki disco i techno, wykorzystywał elementy i przeróbki dzieł klasycznych, m.in. Gustava Holsta, Antona Brucknera, Carla Orffa, Liszta i Szostakowicza, czy utworów współczesnych artystów rockowych, m.in. Queen, The Beatles czy The Rolling Stones. Laibach pobiera materiał muzyczny różnego pochodzenia i przetwarza go do własnych celów, w artystyczny ready-made w sensie Marcela Duchampa i Josepha Beuysa:

Proces kompozycyjny to podyktowany ready-made. Laibach

### Nad-identyfikacja
Postawa retro-awangardy przyjmowana nie jest w celu osiągnięcia ironii, satyry, przesady czy dystansu krytycznego, lecz w celu nad-identyfikacji z systemem. Słoweński filozof Slavoj Žižek określił to jako „trawersowanie chimery”. Laibach nie przyjął tradycyjnej postawy wolnościowej historycznych ruchów awangardowych (czy im współczesnego jugosłowiańskiego ruchu punkowego), lecz świadomie symulował w swoich pracach podatność takich ruchów na skorumpowanie przez system polityczny:

Każda sztuka podlega manipulacji politycznej [...], poza tą która mówi tym samym językiem manipulacji. Laibach: 10 Items of the Covenant (1982)

Radykalne podejście nad-identyfikacji kulminuje w totalitarnej i po części wojennej inscenizacji Laibacha i związane z tym roszczenie absolutności, które jest symbolicznym zawłaszczeniem funkcji ideologii i reżimu totalitarnego:

Nasza wolność jest wolnością tych co myślą podobnie. Laibach

My […] jesteśmy inżynierami ludzkich dusz. Laibach (w odniesieniu do zdania Stalina, który w 1932 roku określił stalinistycznych pisarzy i artystów jako „maszynistów ludzkich dusz”

W odpowiedzi na pytanie czy członkowie Laibacha są faszystami, wokalista zespołu odpowiedział:

Jesteśmy w takim stopniu faszystami w jakim Hitler był malarzem.

## Wpływ artystyczny

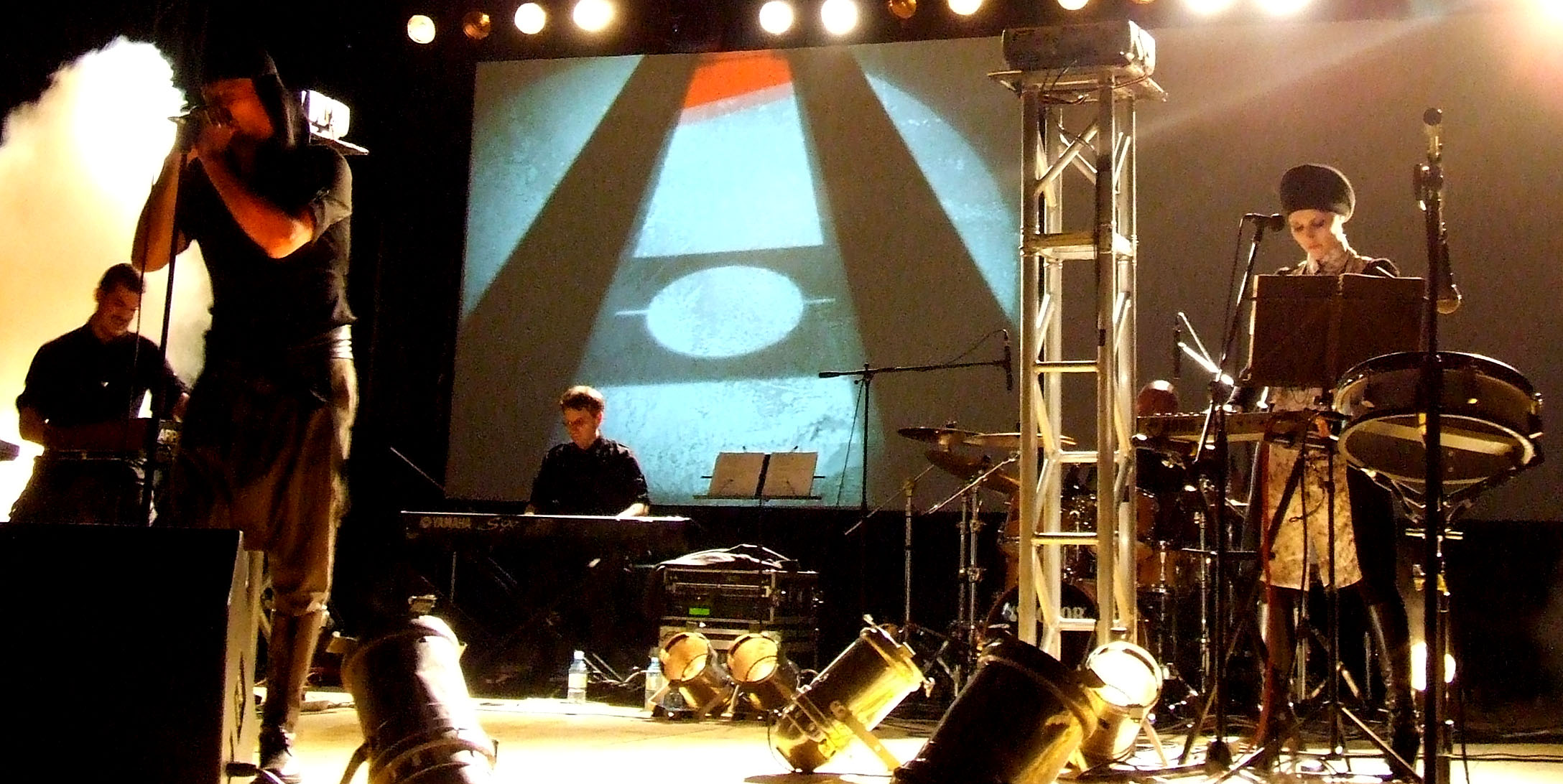
Koncert Laibacha w Celje, 7 lipca 2007

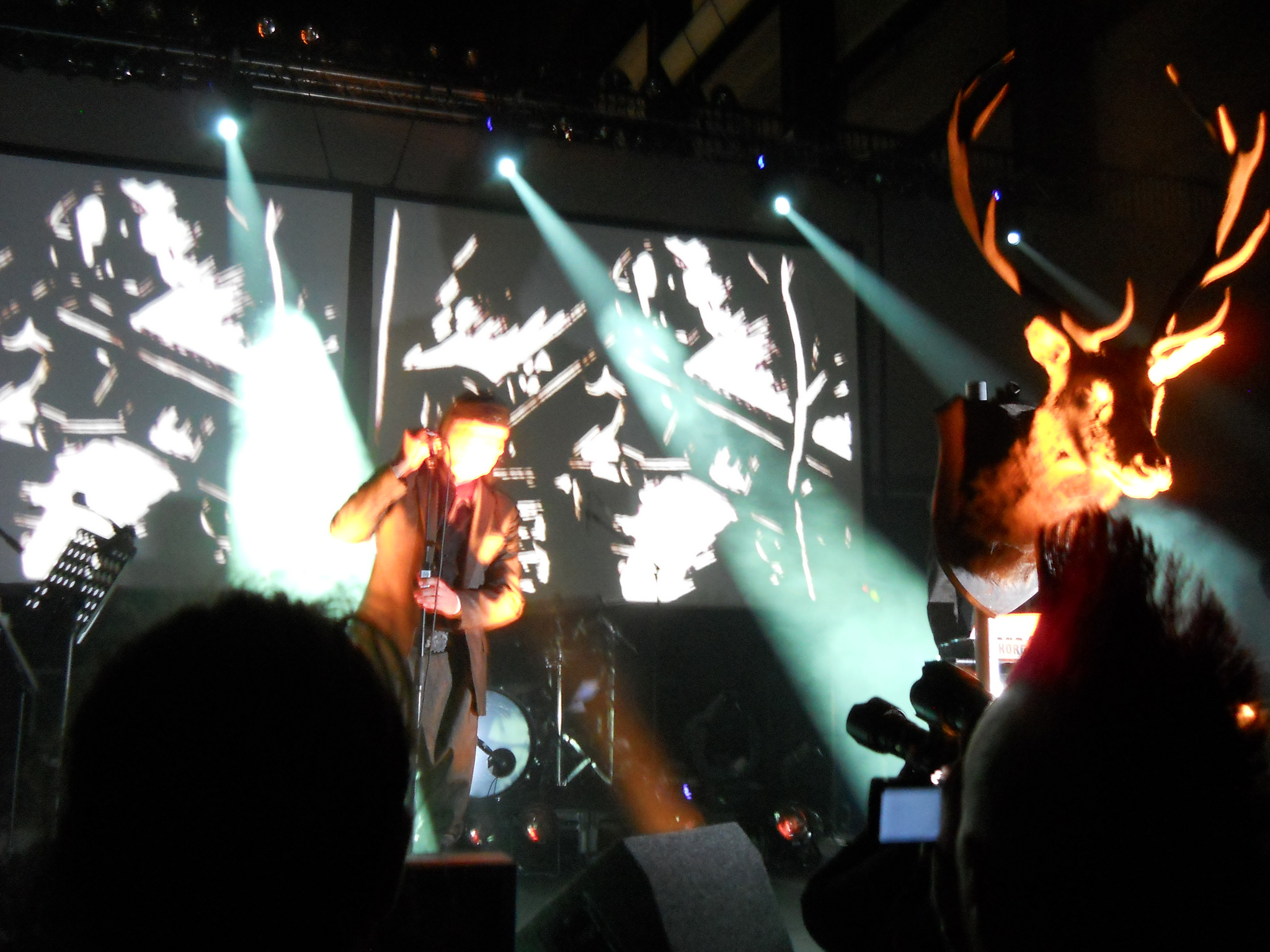
Koncert Laibacha w Londynie, 2012

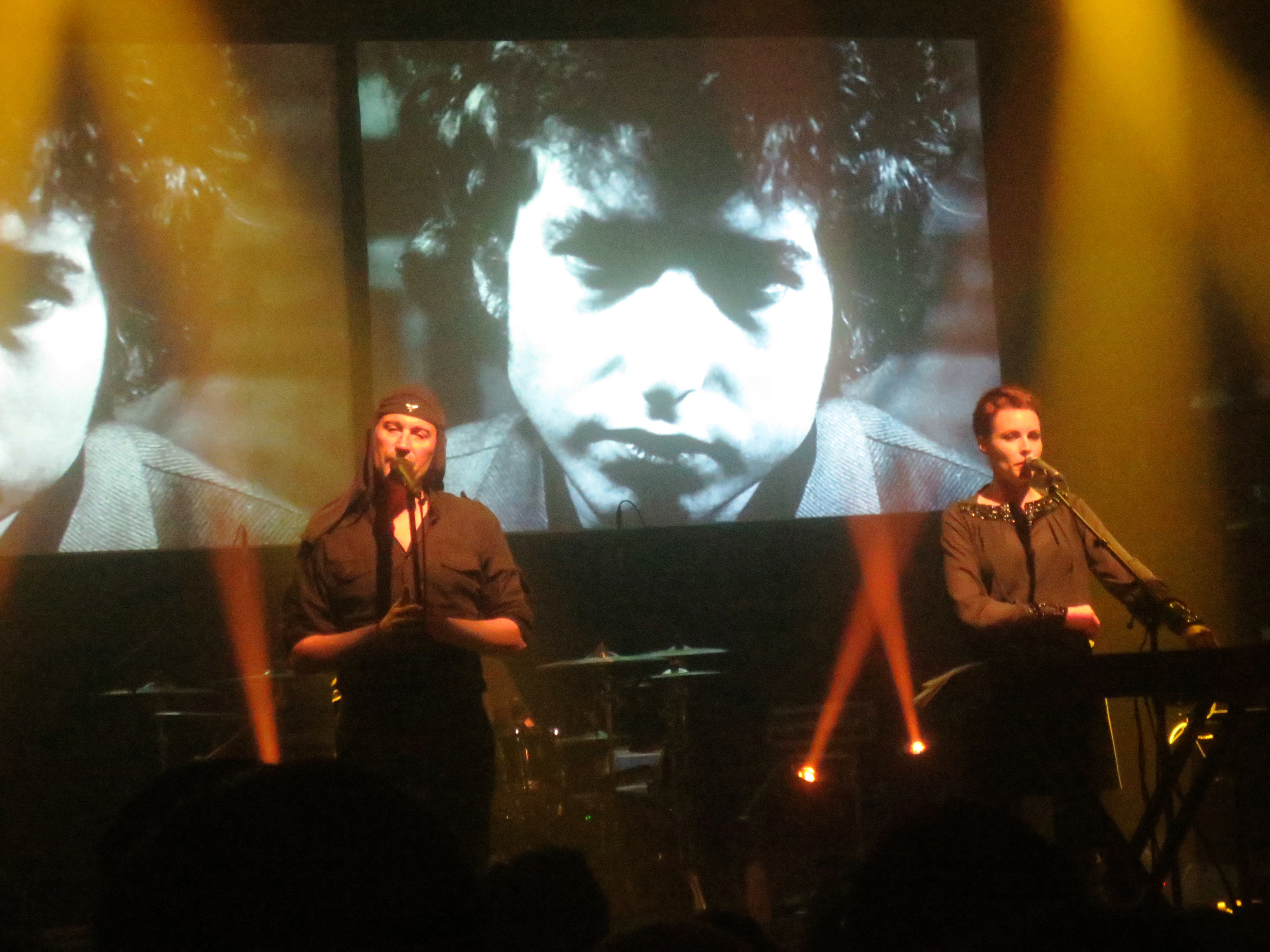
Koncert Laibacha w Nowym Jorku, 2015

Laibach był inspiracją dla niemieckiej grupy Rammstein. W 1999 roku został wydany album „Various – Schlecht Und Ironisch – Laibach Tribut”, na którym znalazły się utwory wielu zespołów industrialnych i eksperymentalnych, wystąpili m.in. Kirlian Camera czy Prager Handgriff.

## Dyskografia
- Laibach (1985)
- Neue Konservatiw (wydany tylko w Niemczech) (1985)
- Rekapitulacija 1980-1984 (1985)
- The Occupied Europe Tour 83-85 (1986)
- Nova Akropola (1985)
- Opus Dei (1987)
- Slovenska Akropola (wydany tylko w Słowenii) (1987)
- Krst Pod Triglavom-Baptism (1988)
- Let It Be (1988)
- Macbeth (1989)
- Sympathy for the Devil (1990)
- Kapital (1992)
- Ljubljana, Zagreb, Beograd (1993)
- NATO (1994)
- Occupied Europe NATO Tour 1994-1995 (1996)
- Jesus Christ Superstars (1996)
- M.B. December 21, 1984 (1997)
- Laibach (reedycja albumu z 1985) (1999)
- John Peel Sessions (2002)
- WAT (2003)
- Anthems (2004)
- Volk (2006)
- Laibachkunstderfuge (2008)
- Spectre (2014)
- 1 VIII 1944. Warszawa (2014)
- Also Sprach Zarathustra (2017)
- The Sound of Music (2018)
- Laibach Revisited (2020)
- Bremenmarsch, Live at Schlachthof 12.10.1987 (2020)
- We Forge The Future (2021)
- Wir sind das Volk (2022)
- Sketches of the Red Districts (2023)
- Love Is Still Alive EP (2023)
- Nova Akropola Reedycja 2LP (2023)
- Iron Sky: The Coming Race (2023)

Źródło: